# IC 1015
IC 1015 ist ein interagierendes Galaxientriplett im Sternbild Bärenhüter am Nordsternhimmel.
Das Objekt wurde am 28. Juni 1892 vom französischen Astronomen Stéphane Javelle entdeckt.